# Ruidoso Downs
Ruidoso Downs è un comune (city) degli Stati Uniti d'America della contea di Lincoln nello Stato del Nuovo Messico. La popolazione era di 2 815 abitanti al censimento del 2010. Originariamente incorporato come villaggio, è diventato una città nel maggio 2002. Nota localmente come "the Downs", Ruidoso Downs è un sobborgo adiacente a Ruidoso e fa parte dell'area statistica micropolitana di Ruidoso. La città, situata lungo la U.S. Route 70, prende il nome dal Ruidoso Downs Race Track, che si trova nella città insieme al Billy the Kid Casino e l'Hubbard Museum of the American West.

## Geografia fisica
Ruidoso Downs è situata a 33°19′54″N 105°35′46″W (33.331690, -105.596079).
Secondo lo United States Census Bureau, il villaggio ha una superficie totale di 9,82 km², dei quali 9,82 km² di territorio e 0 km² di acque interne (0% del totale).

## Storia
Secondo uno storico locale di Ruidoso Downs, nella fase iniziale della colonizzazione gli ispanici chiamarono l'area con il nome di "San Juanito." I coloni cominciarono ad arrivare nei primi anni alla fine degli anni 1840, e introdussero il rodeo e le corse dei cavalli nell'area. In origine l'area era sparsa di fattorie e ranch, con il Dowlin Mill costruito nel 1868. Una nuova ondata di famiglie arrivò dopo la guerra della contea di Lincoln.
Intorno al 1907 la strada tra Roswell e Alamogordo, che passava attraverso l'area, era ancora primitiva, anche se fu migliorata negli anni 20 attraverso il progetto della The Federal Aid Project. La strada che sarebbe diventata la U.S. Route 70 fu pavimentata nell'area intorno al 1945, e poi migliorata di nuovo nel 1958. La strada divenne a quattro corsie nel 1981.
Nel 1946 il Ruidoso News venne fondato e l'aeroporto fu aperto, e due anni dopo la radio era arrivata. Le luci elettriche sono apparse nell'area nel 1947. Il White Mountain Inn fu aperto negli anni 40 come sanatorio e struttura alberghiera.

## Società

### Evoluzione demografica
Secondo il censimento del 2010, c'erano 2 815 abitanti.

### Etnie e minoranze straniere
Secondo il censimento del 2010, la composizione etnica della città era formata dal 73% di bianchi, lo 0,99% di afroamericani, il 5,22% di nativi americani, lo 0,28% di asiatici, lo 0,18% di oceanici, il 18,12% di altre razze, e il 2,2% di due o più etnie. Ispanici o latinos di qualunque razza erano il 50,12% della popolazione.